# Willem van den Hull
Willem van den Hull (Haarlem, 16 september 1778 – aldaar, 4 juli 1858) was een Nederlandse onderwijzer en eigenaar van een belangrijke kostschool in Haarlem, een zogenaamde Franse school, waar de kinderen van veel Amsterdamse patriciërs vooral in "nuttige" vakken als talen, wiskunde, aardrijkskunde en geschiedenis werden onderwezen.
Hij is vandaag de dag vooral bekend om zijn 800 pagina's grote autobiografie, een van de eerste in zijn soort.
In zijn autobiografie beschrijft hij in veel kleurige details zijn leven dat zich, op korte leerperiodes in Groningen en Dordrecht na, bijna geheel in Haarlem afspeelde.
Van den Hull was kind van arme, eenvoudige Haarlemse ouders. Door zijn ijver en intelligentie - en ondanks zware tegenwerking van de rijke burgerklasse en kerkelijke functionarissen - wist hij zich op te werken tot onderwijzer en kostschoolhouder, iets wat binnen de toenmalige star gestratificeerde Nederlandse maatschappij een uitzonderlijk fenomeen was. Het overbruggen van het bijna onoverbrugbare standsverschil is een continu terugkerend thema in de autobiografie. Zoals hij zelf zegt was hij zeer gevoelig voor miskenning. Hij geeft herhaaldelijk een gedetailleerde opsomming van krenkingen en verongelijkingen die hij te verduren had van de sociale klasse die hij achter zich liet en de klasse waartoe hij steeds meer ging behoren, maar waar hij, ondanks zijn onmiskenbare prestaties, toch niet volledig werd geaccepteerd.
De autobiografie is na meer dan 150 jaar nog altijd goed leesbaar. Opmerkelijk is zijn moderne, verhalende en feitelijke stijl van schrijven die sterk afwijkt van de nu gedateerde, academische stijl van de grote schrijvers van de negentiende eeuw. Ook opmerkelijk - en zeker modern voor die tijd - is het introspectieve karakter van de beschrijvingen van zijn ervaringen. Van den Hull noemt veel feiten, maar geeft daarbij ook vaak zijn persoonlijke interpretatie en een indruk van zijn gevoelens. Heel mooi zijn de weemoedige beschrijvingen van het verstrijken van de tijd, van alle mensen die hij gekend heeft en inmiddels overleden zijn en van de landelijke omgeving van Haarlem die door de opkomende industrialisatie sterk veranderde.
Behalve erudiet en intelligent was Van den Hull ook muzikaal: hij was violist, zanger en gaf als leraar zanglessen. Hij was enige jaren voorzanger in de (franstalige) Waalse kerk van Haarlem.
Van den Hull beschrijft in zijn autobiografie zijn hevige, ruim tien jaar durende verliefdheid op freule Caroline de Vos van Steenwijk tot de Havixhorst, een onmogelijke verliefdheid die door het grote standsverschil nooit beantwoord zou worden. Van den Hull is ongetrouwd gebleven en voedde zijn neef Hubert Plaatzer van den Hull op alsof deze zijn eigen zoon was.
Willem van den Hull leefde in een roerige tijd. Zo geeft hij een beeld van de invloed van de strijd tussen Patriotten en Prinsgezinden in 1787 in Haarlem, beschrijft hij uitvoerig hoe de Haarlemse bevolking werd geconfronteerd met de Bataafse Revolutie van 1795 en de Franse bezetting van Nederland. Zijn enige broer, die de kinderziektes overleefde en die in zijn school ondermeester was, werd zwaargewond tijdens de slag bij Waterloo in 1815 en overleed twee maanden na de veldslag aan zijn verwondingen. In 1813 maakte hij de geboorte van het koninkrijk onder koning Willem I mee en in 1839 de Belgische afscheiding. Over de Europese revoluties van 1848, waardoor menig vorstenhuis van de troon werd verdreven, las hij op zeventigjarige leeftijd met grote belangstelling de kranten.
De autobiografie vormt één groot verhaal met diverse kleinere verhaallijnen. Het grote verhaal is geschreven vanuit het gezichtspunt dat de schrijver de onderwijzer is geworden die hij voorbestemd was te worden. De kleinere verhaallijnen betreffen o.a. de tegenwerking die hij ondervond van een dominee van de Waalse kerk, gebeurtenissen in zijn familie of moeilijkheden die hij als ondermeester in diverse scholen tegenkwam.
Van den Hull schreef naast zijn autobiografie diverse artikelen en boeken.
De laatste bladzijden schreef Van den Hull toen hij 76 jaar was. Van de laatste vier jaar van zijn leven is niets bekend. Hij overleed 4 juli 1858 op bijna tachtigjarige leeftijd.